# Domenico Corvi

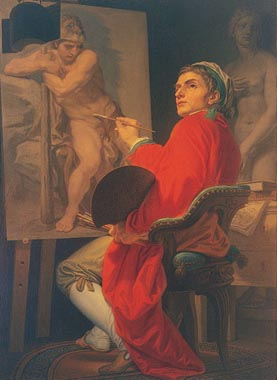
Domenico Corvi

Domenico Corvi (* 16. September 1721 in Viterbo; † 22. Juli 1803 in Rom) war ein italienischer Maler des Rokoko und des Klassizismus.
Domenico Corvi ging mit 15 Jahren nach Rom und wurde dort Schüler von Francesco Mancini. Erste größere Werke schuf er ab Ende der 1750er Jahre für die Villa Doria Pamphili und die Villa Borghese, hiernach malte er besonders Altarbilder für italienische und Schweizer Kirchen. Einer seiner Schüler war Vincenzo Camuccini.